# Marty Lyons
Martin Anthony Lyons (Takoma Park, 15 gennaio 1957) è un ex giocatore di football americano statunitense che ha giocato nel ruolo di defensive tackle per tutta la carriera con i New York Jets della National Football League (NFL) come membro della celebre New York Sack Exchange.

## Carriera
Lyons fu scelto dai New York Jets nel primo giro (14º assoluto) del Draft NFL 1979. Nel giro successivo, i Jets scelsero da East Central Oklahoma State il defensive end Mark Gastineau. I due si unirono a Joe Klecko e Abdul Salaam rendendo la linea difensiva dei Jets una delle migliori della NFL, venendo soprannominata "New York Sack Exchange". I quattro misero a segno 66 sack nel 1981, contribuendo a far qualificare i Jets ai playoff per la prima volta dal 1969. Nel novembre 1981, Klecko, Gastineau, Salaam e Lyons furono invitati a fare suonare la campana cerimoniale che dava iniziò alle contrattazioni al New York Stock Exchange, che era servito da ispirazione al loro soprannome.
I Jets raggiunsero ancora i playoff nel 1982, 1985 e 1986 durante gli anni di Lyons con la squadra. Nel 1982 arrivarono sino alla finale della AFC dove furono sconfitti dai Miami Dolphins.
Lyons saltò parte della stagione 1987 quando sua moglie, Kelly,  e figlio, Martin Anthony "Rocky" Lyons Jr., furono coinvolti in un serio incidente stradale in Alabama. Più tardi, in quella stessa stagione, durante una partita del Monday Night Football, Lyons bloccò l'ex compagno ad Alabama e Hall of Famer Dwight Stephenson con quello che giocatori e allenatori dei Dolphins definirono 'un colpo gratuito' che pose fine alla sua carriera.

## Palmarès
- Walter Payton NFL Man of the Year Award (1987)
- New York Jets Ring of Honor
- Formazione ideale del 40º anniversario dei New York Jets
- College Football Hall of Fame

## Statistiche
| Partite | 147 |
| Sack    | 29  |